# William Stephens Smith

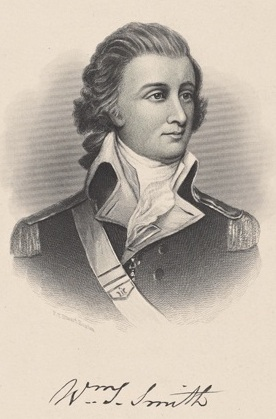
William Stephens Smith

William Stephens Smith (* 8. November 1755 auf Long Island, Provinz New York; † 10. Juni 1816 in Lebanon, New York) war ein US-amerikanischer Offizier und Politiker. Zwischen 1813 und 1815 vertrat er den Bundesstaat New York im US-Repräsentantenhaus.

## Werdegang
Im Jahr 1774 absolvierte William Smith das College of New Jersey, die heutige Princeton University. Für kurze Zeit studierte er Jura. Er schloss sich der Revolutionsbewegung an und diente während des Unabhängigkeitskrieges in der Kontinentalarmee. Dabei nahm er an mehreren Schlachten teil und wurde zum Oberstleutnant befördert. Zwischenzeitlich wurde er auch verwundet. Von 1780 bis 1781 war er Generalstabsoffizier bei General Lafayette. Anschließend übte er die gleiche Tätigkeit bei General George Washington aus. Zwischen 1784 und 1788 war Smith Sekretär bei der amerikanischen Gesandtschaft in London. Dort lernte er Abigail Adams, die Tochter von John Adams kennen, die er 1786 heiratete. Damit wurde er nicht nur der Schwiegersohn des zukünftigen Präsidenten John Adams, sondern auch der Schwager von John Quincy Adams, der später ebenfalls US-Präsident werden sollte. Seine Schwester Sarah Smith heiratete später Charles Adams, den zweiten Sohn von John Adams. Damit war er auf zweifache Weise mit der Adams-Familie verwandt.
Im Jahr 1789 wurde Smith von Präsident Washington zum ersten US Marshal für den District of New York ernannt. Unklar ist allerdings, ob sich sein Gebiet auf den gesamten Staat New York oder nur auf die Stadt New York bezog. Später leitete er dort die Finanzverwaltung. Er war auch Mitgründer der Society of the Cincinnati und von 1795 bis 1797 deren Präsident. Im Jahr 1800 wurde er von seinem Schwiegervater, Präsident John Adams, zum Aufseher über den New Yorker Hafen berufen. 1806 unterstützte er als Filibuster erfolglos einen Aufstand in Venezuela. Das brachte ihm eine Anklage wegen eines Verstoßes gegen das Neutralitätsgesetz von 1794 ein. Er berief sich dabei auf angebliche oder tatsächliche Anweisungen von Präsident Thomas Jefferson und Außenminister James Madison, die beide nicht vor Gericht erschienen. Schließlich wurde Smith freigesprochen. Im Jahr 1807 zog er nach Lebanon. Politisch schloss er sich der Föderalistischen Partei an.
Bei den Kongresswahlen des Jahres 1812 wurde Smith im 17. Wahlbezirk von New York in das US-Repräsentantenhaus in Washington, D.C. gewählt, wo er am 4. März 1813 sein neues Mandat antrat. Dieser Distrikt war zwischen 1809 und 1813 abgeschafft gewesen. Bis zum 3. März 1815 konnte er eine Legislaturperiode im Kongress absolvieren. Diese war weitgehend von den Ereignissen des Britisch-Amerikanischen Krieges geprägt. Im Jahr 1814 wurde Smith bestätigt, aber sein Gegenkandidat Westel Willoughby junior legte gegen den Wahlausgang Widerspruch ein. Zwischen dem 4. März 1815 und dem 13. Dezember dieses Jahres blieb der Sitz vakant; dann wurde Willoughbys Einspruch stattgegeben und er konnte dieses Mandat antreten. William Smith starb am 10. Juni 1816 in Lebanon.